# 바오로파
바오로파(Paulicians, Pavlikians 또는 Paulikianoi, 아르메니아어: Պաւլիկեաններ) 또는 바오로주의(Paulicianism)는 예수에 대해 양자론(養子論 · Adoptionism)을 주장하였던 중세의 기독교 분파로, 중세 시대의 문헌에 따르면 나스티시즘 기독교 분파이며 반(半)마니교적 기독교 분파라고 비난 받았다. 양자론은 예수가 요셉과 마리아 사이에서 일반 사람들처럼 태어났으나 세례를 받을 때에 하느님의 아들로 선택되어 하느님의 양자로 입양되었다는 소수 기독교인들의 믿음이다.
바오로파는 기원후 650년부터 872년까지 아르메니아와 동로마 제국(AD 330-1453)의 동부 테마들에서 번성하였다. 중세의 비잔틴 문헌에 따르면, 바오로파라는 명칭은 3세기에 안티오키아 총대주교(Bishop of Antioch)였던 사모사타의 바오로(Paul of Samosata: 200~275)에서 유래하였다.

## 같이 보기
- 보고밀파
- 노브고로드의 서